# سفارت هلند در آنکارا
سفارت هلند در آنکارا (به لاتین: Embassy of the Netherlands) یک سفارت در ترکیه است که در آنکارا واقع شده‌است.